# Roy Ayers
Roy Ayers (Los Angeles, 10 settembre 1940 – New York, 4 marzo 2025) è stato un cantante, vibrafonista e compositore statunitense.
Fu tra i pionieri del jazz-funk e dell'acid jazz ed era considerato il padre del neo soul. Diverse tracce di Ayers sono tra le più campionate in assoluto in ambito hip hop e R&B.

## Biografia
Ayers collaborò tra gli altri con Herbie Mann negli anni sessanta e settanta. Durante gli anni settanta divenne particolarmente prolifico, giungendo a pubblicare, in alcuni casi, tre album all'anno a suo nome. In tale periodo incise la colonna sonora di Coffy (1973) e la sua musica sortì l'influenza della disco music. I suoi unici successi sono Running Away (1977), entrata nella top 20 della classifica R&B e Don't Stop the Feeling (1979). Una collaborazione con Fela Kuti fruttò Music of Many Colors, edito nel 1980.
Ayers è morto nel 2025, in un ospedale di New York, dopo una lunga malattia, all'età di 84 anni.

## Vita privata
Ebbe un figlio da una relazione giovanile e tre figli dal suo unico matrimonio, che durò più di 50 anni e terminò con la morte del musicista.

## Discografia parziale

### Da solista

#### Album in studio
- 1963 – West Coast Vibes
- 1967 – Virgo Vibes
- 1968 – Stoned Soul Picnic
- 1969 – Daddy Bug
- 1972 – He's Coming
- 1973 – Virgo Red
- 1973 – Red Black & Green
- 1974 – Change Up the Groove
- 1975 – Mystic Voyage
- 1975 – A Tear to a Smile
- 1976 – Daddy Bug & Friends
- 1976 – Everybody Loves the Sunshine
- 1976 – Vibrations
- 1977 – Lifeline
- 1978 – You Send Me
- 1978 – Step in to Our Life
- 1978 – Let's Do It
- 1979 – Fever
- 1979 – No Stranger to Love
- 1980 – Love Fantasy
- 1981 – Africa, Center of the World
- 1982 – Feeling Good
- 1983 – Lots of Love
- 1984 – In the Dark
- 1985 – You Might Be Surprised
- 1987 – I'm the One
- 1988 – Drive
- 1989 – Wake Up
- 1991 – Searchin'
- 1992 – Hot
- 1993 – Good Vibrations
- 1995 – Nasté
- 2004 – Mahogany Vibe
- 2011 – King of the Vibes

#### Album dal vivo
- 1972 – Live at the Montreux Jazz Festival
- 1994 – The Essential Groove Live

### Nei gruppi

#### Negli Ubiquity

##### Album in studio
- 1970 – Ubiquity

#### Negli Starbooty

##### Album in studio
- 1978 – Starbooty

#### Nei Roy Ayers Quartet

##### Album in studio
- 1969 – All Blues
- 1970 – Unchain My Heart

## Colonne sonore
- Coffy, regia di Jack Hill (1973)